# Dorcadion stephaniae
Dorcadion stephaniae är en skalbaggsart som beskrevs av Carlo Pesarini och Andrea Sabbadini 2003. Dorcadion stephaniae ingår i släktet Dorcadion och familjen långhorningar. Inga underarter finns listade i Catalogue of Life.